# Phaonia jagedaqiensis
Phaonia jagedaqiensis este o specie de muște din genul Phaonia, familia Muscidae, descrisă de Ma și Xiaolong Cui în anul 1992.
Este endemică în Heilongjiang. Conform Catalogue of Life specia Phaonia jagedaqiensis nu are subspecii cunoscute.